# Michael Trevino
Michael Trevino (ur. 25 stycznia 1985) – amerykański aktor, występował w roli Tylera Lockwooda w serialu Pamiętniki wampirów.

## Filmografia

### Telewizja
| Rok       | Tytuł                             | Rola            | Informacje                         |
| --------- | --------------------------------- | --------------- | ---------------------------------- |
| 2009-2017 | Pamiętniki wampirów               | Tyler Lockwood  | serial                             |
| 2008      | CSI: NY                           | Gavin Skidmore  | gościnnie                          |
| 2008      | Mentalista                        | Brandon Fulton  | gościnnie odc." A Dozen Red Roses" |
| 2008      | Love Finds a Home                 | Joshua          | film telewizyjny                   |
| 2008      | CSI: Kryminalne zagadki Las Vegas | Dave Henkel     | gościnnie odc. "Turn, Turn, Turn"  |
| 2008      | Austin Golden Hour                | Jake            | gościnnie                          |
| 2008      | 90210                             | Ozzie Cardoza   | gościnnie                          |
| 2007–2008 | The Riches                        | Brent           | gościnnie                          |
| 2007      | Rodzina Duque                     | Jaime Vega      | serial                             |
| 2006      | Kości                             | Graham Hastings | gościnnie                          |
| 2006      | CSI: Miami                        | Matthew Batra   | gościnnie                          |
| 2006      | Dowody zbrodni                    | Zach            | gościnnie                          |
| 2006      | Bez śladu                         | Carter Rollins  | gościnnie                          |
| 2005–2006 | Pani prezydent                    | Kevin           | serial                             |
| 2005      | Charmed                           | Alistair        | gościnnie                          |
| 2005      | Summerland                        | Tim Bowser      | gościnnie                          |

### Filmy
| Rok  | Tytuł                    | Rola          |
| ---- | ------------------------ | ------------- |
| 2006 | Piękne mleczarki         | Jackson Meade |
| 2009 | Miłość znajdzie swój dom | Joshua        |
| 2011 | The Factory              | Tad           |

## Nagrody
| Rok  | Nagroda                 | Kategoria                           | Za co               |
| ---- | ----------------------- | ----------------------------------- | ------------------- |
| 2011 | Alma Awards (nominacja) | Favorite TV Actor - Supporting Role | Pamiętniki wampirów |
| 2011 | Teen Choice Awards      | Scene Stealer Male                  | Pamiętniki wampirów |
| 2012 | Teen Choice Awards      | Scene Stealer Male                  | Pamiętniki wampirów |